# البنات والمرسيدس (فلم)
البنات والمرسيدس هو فيلم كوميدي مصري من إخراج حسام الدين مصطفى وبطولة حسن يوسف، ميرفت أمين، محمد عوض، مديحة كامل، يوسف فخر الدين، لبلبة، سيد زيان، محمود المليجي وتوفيق الدقن.

## نبذة
عمل أشرف في شركة باهر للسياحة. يعود من بيروت بعد أن يشتري لباهر سيارة. يتضح أن بالسيارة ذهبًا مهربًا لعصابة يرأسها مراد بالاشتراك مع باهر. يكتشف باهر سرقة الشيكات التي يوقع عليها أشرف بثمن السيارة، بذلك يصبح أشرف مالكها. يستغل أصدقاؤه الفرصة ليتظاهر كل منهم أمام حبيبته بامتلاك السيارة، يخطف باهر مديحة خطيبة أشرف ليضغط عليه ليرد الشيكات ظنًّا أنه يخفيها.

## طاقم العمل
- حسن يوسف بدور سامح زيدان
- ميرفت أمين بدور نيفين مراد
- محمد عوض بدور أشرف أبو حلموس
- مديحة كامل بدور مديحة السيد حسن
- يوسف فخر الدين بدور طاهر
- لبلبة بدور شهيرة
- سيد زيان بدور شاويش القسم
- محمود المليجي بدور مراد بيه
- توفيق الدقن بدور باهر

## وصلات خارجية
- مقالات تستعمل روابط فنية بلا صلة مع ويكي بيانات
- البنات والمرسيدس على موقع الدهليز